# Clystea tenuistriga
Clystea tenuistriga är en fjärilsart som beskrevs av Max Wilhelm Karl Draudt 1915. Clystea tenuistriga ingår i släktet Clystea och familjen björnspinnare. Inga underarter finns listade i Catalogue of Life.